# Saxitoxine
Les saxitoxines (STX) sont des cyanotoxines de types alcaloïdes et démontrent des effets neurotoxiques. Elles sont aussi nommées PSPs (Paralytic Shellfish Poisons) car elles sont aussi produites par des micro-organismes marins. Ces cyanotoxines possèdent un noyau tétrahydropurique sur lequel il peut survenir plusieurs substitutions générant plus de vingt-cinq variantes dont la structure générale est présentée à la figure suivante.
Les variantes proviennent principalement du positionnement des groupements sulfate, hydroxyle et du type de groupement présent sur R4, soit carbamate, acétate ou hydroxybenzoate. Par exemple, on retrouve les saxitoxines (STX) qui ne sont pas sulfatées, les gonyautoxines (GTX) qui possèdent un groupement sulfate, et les toxines C qui sont doublement sulfatées. On rencontre aussi des espèces qui ne possèdent pas de fonction carbamate (dcSTX). Les dernières espèces sont nommées en fonction du microorganisme qui les synthétise soit, Lyngya wollei (LW) et Gymnodinium catenatum toxins (GC). Le tableau suivant présente les différents groupements retrouvés à chaque position en fonction des variants.
| R1 | R2    | R3    | R4        | R5 | Toxine   |
| -- | ----- | ----- | --------- | -- | -------- |
| H  | H     | H     | OCONH2    | OH | STX      |
| OH | H     | H     | OCONH2    | OH | neoSTX   |
| OH | H     | OSO3− | OCONH2    | OH | GTX1     |
| H  | H     | OSO3− | OCONH2    | OH | GTX2     |
| H  | OSO3− | H     | OCONH2    | OH | GTX3     |
| OH | OSO3− | H     | OCONH2    | OH | GTX4     |
| H  | H     | H     | OCONHSO3− | OH | GTX5(B1) |
| OH | H     | H     | OCONHSO3− | OH | GTX6(B2) |
| H  | H     | OSO3− | OCONHSO3− | OH | C1       |
| H  | OSO3− | H     | OCONHSO3− | OH | C2       |
| OH | H     | OSO3− | OCONHSO3− | OH | C3       |
| OH | OSO3− | H     | OCONHSO3− | OH | C4       |
| H  | H     | H     | H         | OH | dcSTX    |
| OH | H     | H     | H         | OH | dcneoSTX |
| OH | H     | OSO3− | H         | OH | dcGTX1   |
| H  | H     | OSO3− | H         | OH | dcGTX2   |
| H  | OSO3− | H     | H         | OH | dcGTX3   |
| OH | OSO3− | H     | H         | OH | dcGTX4   |
| H  | H     | H     | H         | OH | LWTX4    |
| H  | OSO3− | H     | OCOCH3    | H  | LWTX1    |
| H  | OSO3− | H     | OCOCH3    | OH | LWTX2    |
| H  | H     | OSO3− | OCOCH3    | OH | LWTX3    |
| H  | H     | H     | OCOCH3    | OH | LWTX5    |
| H  | H     | H     | OCOCH3    | H  | LWTX6    |
| H  | H     | OSO3− | OCOC6H4   | OH | GC1      |
| H  | OSO3− | H     | OCOC6H4   | OH | GC2      |
| H  | H     | H     | OCOC6H4   | OH | GC3      |

Structure moléculaire générique des saxitoxines.

Le poids moléculaire des saxitoxines varie entre 241 et 491 Da. La stabilité des différentes cyanotoxines varie ainsi que la toxicité. Par exemple, il a été montré que les toxines C sont moins toxiques et qu’elles peuvent se décomposer par une lente hydrolyse en dcGTX, qui elles sont beaucoup plus toxiques. Les autres saxitoxines sont reconnues pour se dégrader lentement en des produits encore non-identifiés et dont la toxicité est à ce jour inconnue.

## Toxicité

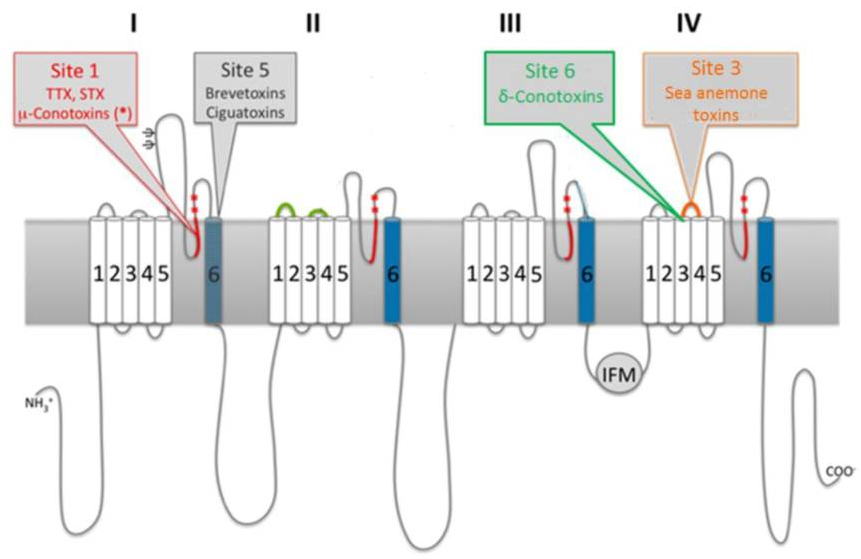
Diagramme de la topologie membranaire d'une protéine de canal sodique voltage gated. Les sites de liaison de différentes neurotoxines sont indiqués en couleur.

Elles sont aussi produites par une dinoflagellée, une micro-algue qui prolifère pendant les mois chauds, est mangée par les huitres, palourdes, moules et est responsable du phénomène de « marée rouge ». Le poison perturbe la transmission neuromusculaire.
Les saxitoxines inhibent l’influx nerveux au niveau des axones des neurones. Plus spécifiquement, elles bloquent les canaux sodium des cellules par le biais d’une interaction de l’unité guanidine des toxines avec les canaux. De cela résulte une inhibition du mécanisme de dépolarisation et de la transmission nerveuse. L’organisme infecté souffre de paralysie et de déficience respiratoire provoquant ultimement la mort. Les différentes formes de saxitoxines présentent une toxicité variable due à la différence d’affinité avec le site d’interaction.